# 2013年冬季世界大學運動會自由式滑雪比賽
2013年冬季世界大學運動會自由式滑雪比賽於2013年12月15日至18日在Monte Bondone舉行。

## 男子項目
| 項目     | 金牌                         | 金牌                         | 银牌                           | 银牌                        | 铜牌                              | 铜牌                    |
| 障礙     | Mateusz Habrat · 波兰（POL） | Mateusz Habrat · 波兰（POL） | Igor Omelin · 俄罗斯（RUS）    | Igor Omelin · 俄罗斯（RUS） | Jiri Cech · 捷克（CZE）           | Jiri Cech · 捷克（CZE） |
| 障礙技巧 | Kalle Leinonen · 芬兰（FIN） | 87.60                        | Szczepan Karpiel · 波兰（POL） | 87.00                       | Janne van Enckevort · 荷兰（NED） | 84.20                   |

## 女子
| 項目     | 金牌                            | 金牌                            | 银牌                                | 银牌                                | 铜牌                            | 铜牌                            |
| 障礙     | Daria Nikolaeva · 俄罗斯（RUS） | Daria Nikolaeva · 俄罗斯（RUS） | Violetta Kovalskaya · 俄罗斯（RUS） | Violetta Kovalskaya · 俄罗斯（RUS） | Viktoria Strunk · 俄罗斯（RUS） | Viktoria Strunk · 俄罗斯（RUS） |
| 障礙技巧 | Alexis Keeney · 美国（USA）     | 129.8                           | Fabienne Werder · 瑞士（SUI）       | 119.4                               | Katie Souza · 美国（USA）       | 114.0                           |

## 外部連結
- Official results（页面存档备份，存于） at the universiadetrentino.org.